# Pie in the Sky (film, 1995)
Pour les articles homonymes, voir Pie in the Sky.
Pour plus de détails, voir Fiche technique et Distribution.
Pie in the Sky est un film américain réalisé par Bryan Gordon et sorti au cinéma en 1995.

## Synopsis
Charlie a deux passions : le trafic routier, et Amy, une danseuse. Il découvre à ses dépens que la vie ressemble à un voyage. Il apprend à diriger sa vie, et à reconnaitre l'amour lors qu'il en croise le chemin.

## Fiche technique
- Réalisation : Bryan Gordon
- Scénario :  Bryan Gordon
- Musique : Michael Convertino
- Photographie : Bernd Heinl
- Montage : Colleen Halsey
- Production : Allan Mindel et Denise Shaw
- Société de production : Fine Line Features et New Line Cinema
- Société de distribution : Fine Line Features (États-Unis)
- Pays de production :  États-Unis
- Langue : Anglais
- Genre : Comédie romantique
- Durée : 95 minutes
- Dates de sortie : 
  - États-Unis : 2 septembre 1995 (festival du film de Telluride)
  - États-Unis : 9 février 1996

## Distribution
- Josh Charles : Charlie Dunlap
- John Goodman : Alan Davenport
- Christine Lahti : Ruby
- Anne Heche : Amy
- Dey Young : Mme. Tarnell
- Christine Ebersole : Mom Dunlap
- Peter Riegert : Dad Dunlap
- Wil Wheaton : Jack
- Bob Balaban : Paul
- Larry Holden